# Frédéric Champierre de Villeneuve
Marcel Frédéric Joseph Champierre de Villeneuve est un homme politique français né le 29 avril 1905 à Saint-Benoît de La Réunion et mort le 27 octobre 1996 à Bayonne, dans les Pyrénées-Atlantiques. 

## Biographie
Agriculteur, frère du député assassiné Alexis de Villeneuve, il entre à l'Assemblée nationale en tant que député de La Réunion le 17 juin 1951 et achève ce premier mandat dans le groupe du Centre républicain d'action paysanne et sociale et des démocrates indépendants le 1er décembre 1955. Il est de nouveau élu le 30 novembre 1958 et termine ce deuxième mandat pour les Indépendants et paysans d'action sociale le 9 octobre 1962. Michel Debré lui succède.